# Щ-112
Щ-112 — советская дизель-электрическая торпедная подводная лодка (ПЛ), времён до Второй мировой войны, принадлежит к серии V проекта Щ — «Щука».

## История корабля
Лодка была заложена 20 марта 1932 года на заводе № 189 или «Балтийский завод» в Ленинграде под заводским номером 231, в октябре того же года была доставлена в разобранном виде на завод № 368 в Хабаровске для сборки и достройки, спущена на воду в апреле 1933 года, затем переведена по Амуру во Владивосток. В 1934 году получила имя «Пескарь». 11 сентября 1934 года лодка вошла в состав Морских сил Дальнего Востока под обозначением 34. 15 сентября 1934 года переименована в «Щ-112». В сентябре 1935 года приняла участие в широкомасштабных совместных учениях ТОФ и Особой Краснознамённой Дальневосточной армии.
C 22 по 24 октября 1938 года на подводной лодке Щ-112, которой командовал капитан 3 ранга Берестецкий Владимир Григорьевич, впервые на советском флоте прошло учение по выходу бойцов из торпедного аппарата подводной лодки в индивидуальном снаряжении подводника с двадцатиметровой глубины. В ходе учений им предстояло выбраться через торпедный аппарат подводной лодки, перерезать противолодочную сеть в бухте Улисс, затем выйти скрытно на берег, провести показательные диверсионные действия и вернуться на Щ-112 на грунте. Диверсанты успешно справились с заданием, используя лёгкое водолазное снаряжение.
В годы Второй мировой войны Щ-112 в боевых действиях не участвовала.
24 октября 1945 года Щ-112 перешла из Приморья в состав 5-й бригады ПЛ Камчатской военной флотилии Тихоокеанского флота в бухту Тарья (5 БрПЛ КВФ ТОФ). В 1946 году подводная лодка в составе 9-го дивизиона 5 БрПЛ КВФ Тихоокеанского флота. 10 июня 1949 года переименована в «С-112».  17 августа 1953 года С-112 выведена из состава флота, затем временно вошла в состав 92-й бригады подводных лодок, своим ходом перешла в Комсомольск-на-Амуре. 1 октября 1953 года расформирован экипаж, а лодка передана на завод № 199 и впоследствии разделана на металл.

## Командиры лодки
- 19 мая 1934 — 28 марта 1937 — … — Владимир Афанасьевич Касатонов.
- 28 марта 1937 — 28 февраля 1939 — … — Владимир Григорьевич Берестецкий.

- 28 октября 1941  — август 1945 — … — Николай Петрович Барков.